# Teoría de los movimientos sociales

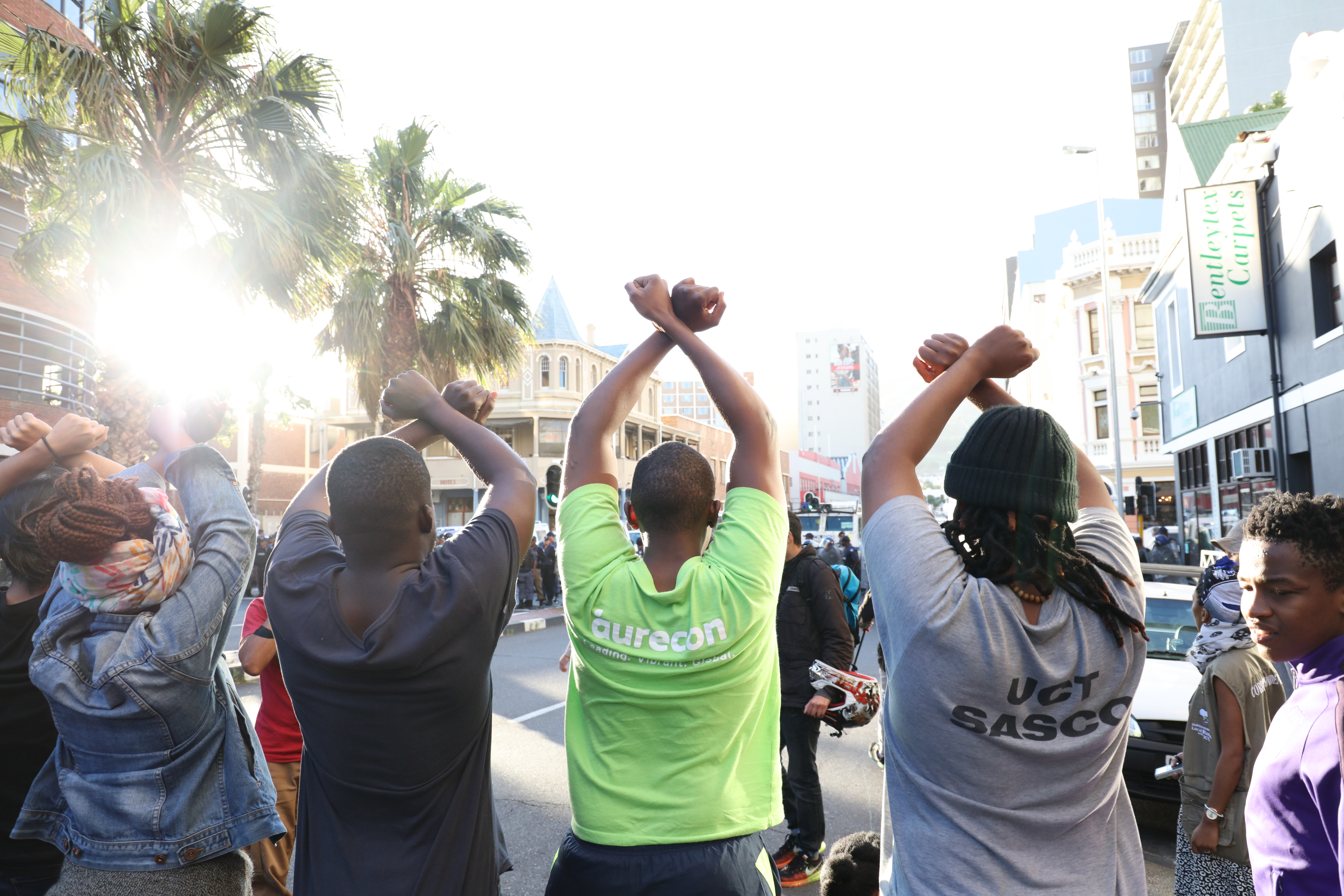
Grupo de estudiantes cruzando los brazos en símbolo de negación mientras se manifiestan.

La teoría de los movimientos sociales es un campo interdisciplinario  dentro de las ciencias sociales que busca explicar por qué la movilización social ocurre, las formas en las cuales se manifiesta, así como sus consecuencias sociales, culturales y políticas. Más recientemente, el estudio de movimientos sociales ha sido subsumido al estudio de la política contenciosa.

## Teorías

### Comportamiento colectivo
Los sociólogos de principios y mediados del siglo XX creían que los movimientos eran sucesos aleatorios de individuos que trataban de reaccionar emocionalmente a situaciones fuera de su control. O, como sugirió la hipótesis de la "sociedad de masas", los participantes del movimiento eran aquellos que no estaban plenamente integrados en la sociedad. Estas teorías basadas en la psicología han sido en gran parte rechazadas por los sociólogos y los científicos políticos actuales, aunque muchos todavía defienden la importancia (aunque no la centralidad) de las emociones. Véase en este sentido el trabajo de Gustav LeBon, Herbert Blumer, William Kornhauser, y Neil Smelser.

### Privación relativa
La teoría de la privación argumenta que los movimientos sociales tienen sus fundamentos entre las personas que se sienten privadas de algunos bienes o recursos. Según este enfoque, las personas que carecen de algún bien, servicio o comodidad tienen más probabilidades de organizar un movimiento social para mejorar (o defender) sus condiciones.
El argumento de esta teoría es que las personas son llevadas a movimientos a partir de un sentimiento de privación o desigualdad, particularmente (1) en relación con los demás o (2) en relación con sus expectativas. En la primera visión, los participantes ven a otros que tienen más poder, recursos económicos o estatus, y por lo tanto tratan de adquirir estas mismas cosas por ellos mismos. En la segunda opinión, las personas son más propensas a rebelarse cuando una situación de mejora constante (especialmente una economía en mejora) se detiene y da un giro para peor. En este punto, las personas se unirán a los movimientos porque sus expectativas habrán superado su situación material real (también llamada "teoría de la curva J"). Véase el trabajo de James Davies, Ted Gurr, y Denton Morrison.
Hay dos problemas importantes con esta teoría. En primer lugar, dado que la mayoría de la gente se siente privada en un nivel u otro casi todo el tiempo, la teoría tiene dificultades para explicar por qué los grupos que forman los movimientos sociales lo hacen cuando otras personas también son privadas. Segundo, el razonamiento detrás de esta teoría es circular: a menudo, la única evidencia de privación es el movimiento social. Si se afirma que la privación es la causa, pero la única evidencia de esto es el movimiento, el razonamiento es circular.

### Teoría de la sociedad de masas
La teoría de la sociedad de masas sostiene que los movimientos sociales están formados por individuos de grandes sociedades que se sienten insignificantes o desapegados socialmente. Los movimientos sociales, según esta teoría, proporcionan una sensación de empoderamiento y pertenencia que los miembros del movimiento no tendrían de otra manera.
Se ha encontrado muy poco apoyo para esta teoría. Aho (1990), en su estudio sobre el Patriotismo Cristiano de Idaho, no encontró que los miembros de ese movimiento fueran más propensos a estar socialmente separados. De hecho, la clave para unirse al movimiento era tener un amigo o asociado que fuera miembro del movimiento.

### Teoría de la tensión
La teoría de la tensión estructural, también conocida como teoría del valor agregado, propone seis factores que fomentan el desarrollo del movimiento social:
- conducta estructural: la gente llega a creer que su sociedad tiene problemas.
- tensión estructural: las personas experimentan privación.
- crecimiento y difusión de una solución: se propone una solución a los problemas que las personas experimentan y se extiende.
- factores desencadenantes: el descontento generalmente requiere un catalizador (a menudo un evento específico) para convertirlo en un movimiento social.
- falta de control social: la entidad que se va a cambiar debe estar al menos algo abierta al cambio; si el movimiento social es reprimido rápida y poderosamente, puede que nunca se materialice.
- movilización: este es el componente organizador y activo real del movimiento; la gente hace lo que hay que hacer.[8]

Esta teoría también está sujeta al razonamiento circular ya que incorpora, al menos en parte, la teoría de la privación y se basa en ella, y la tensión social / estructural para la motivación subyacente del activismo del movimiento social. Sin embargo, el activismo de los movimientos sociales es, como en el caso de la teoría de la privación, a menudo la única indicación de que hubo tensión o privación.

### Elección racional
Los individuos son actores racionales que pesan estratégicamente los costos y beneficios de los cursos de acción alternativos y eligen el curso de acción que es más probable que maximice su utilidad. El problema de investigación principal desde esta perspectiva es el problema de la acción colectiva, o por qué los individuos racionales optarían por unirse a la acción colectiva si se benefician de su adquisición aunque no participen. Véase el trabajo de Mancur Olson, Mark Lichbach, y Dennis Chong. En Teorías de Protesta Política y Movimientos Sociales, Karl-Dieter Opp incorpora un número de conceptos culturales en su versión de teoría de elección racional, así como muestra que muchas otras aproximaciones descansan en supuestos implícitos de elección racional, aún sin admitirlo.

### Movilización de recursos
La teoría de la movilización de recursos enfatiza la importancia de los recursos en el desarrollo y éxito de los movimientos sociales. Los recursos se comprenden aquí para incluir: conocimiento, dinero, medios, trabajo, solidaridad, legitimidad y apoyo interno y externo de la élite del poder. La teoría sostiene que los movimientos sociales se desarrollan cuando los individuos con quejas pueden movilizar suficientes recursos para actuar. El énfasis en los recursos ofrece una explicación de por qué algunas personas descontentas / privadas pueden organizarse mientras que otras no.
En contraste con las perspectivas de comportamiento colectivo anteriores sobre movimientos sociales -que enfatizaban el rol de niveles excepcionales de privación, agravio o tensión social para motivar protestas masivas-, las perspectivas de Movilización de Recursos sostienen "que siempre hay suficiente descontento en cualquier sociedad para abastecer el césped- Las raíces apoyan un movimiento si el movimiento está efectivamente organizado y tiene a su disposición el poder y los recursos de algún grupo élite establecido". La emergencia del movimiento depende de la agregación de recursos por parte de los empresarios de movimiento social y las organizaciones de movimiento, que utilizan estos recursos convertir la disidencia colectiva en presión política. Los miembros son reclutados a través de redes; el compromiso se mantiene mediante la construcción de una identidad colectiva, y a través de las relaciones interpersonales.
La Teoría de movilización de recursos considera la actividad del movimiento social como "la política por otros medios": un esfuerzo racional y estratégico de la gente común para cambiar la sociedad o la política. La forma de los recursos da forma a las actividades del movimiento (por ejemplo, el acceso a una estación de TV resultará en el uso extensivo de los medios de TV). Los movimientos se desarrollan en estructuras de oportunidad contingente que influyen en sus esfuerzos por movilizarse; y la respuesta de cada movimiento a las estructuras de oportunidad depende de la organización y los recursos del movimiento.[cita requerida]
Los movimientos sociales necesitan organizaciones en primer lugar. Las organizaciones pueden adquirir y luego desplegar recursos para alcanzar sus metas bien definidas. Algunas versiones de esta teoría consideran que los movimientos operan de forma similar a las empresas capitalistas que hacen un uso eficiente de los recursos disponibles. Los estudiosos han sugerido una tipología de cinco tipos de recursos:
1. Materiales (dinero y capital físico);
2. Morales (solidaridad, apoyo a los objetivos del movimiento);
3. Social-Organizacionales (estrategias organizacionales, redes sociales, reclutamiento de bloques);
4. Humanos (voluntarios, personal, líderes);
5. Culturales (experiencia previa del activista, comprensión de los temas, conocimiento de la acción colectiva)[16]

Los críticos de esta teoría argumentan que hay demasiado énfasis en los recursos, especialmente los recursos financieros. Algunos movimientos son efectivos sin una afluencia de dinero y dependen más de los miembros del movimiento para el tiempo y el trabajo.

### Oportunidad política/proceso político
La teoría del proceso político es similar a la movilización de recursos en muchos aspectos, pero tiende a enfatizar un componente diferente de la estructura social que es importante para el desarrollo de los movimientos sociales: las oportunidades políticas. Esta teoría argumenta que hay tres componentes vitales para la formación del movimiento: la conciencia insurgente, la fuerza organizativa y las oportunidades políticas. La conciencia insurgente se refiere a las ideas de privación y agravios. La idea es que ciertos miembros de la sociedad sientan que están siendo maltratados o que de alguna manera el sistema es injusto. La conciencia insurgente es el sentimiento colectivo de injusticia que los miembros del movimiento (o miembros potenciales del movimiento) sienten y sirven como motivación para la organización del movimiento. La fuerza organizativa coincide con la teoría de la movilización de recursos, argumentando que para que un movimiento social se organice debe tener un liderazgo fuerte y recursos suficientes. La oportunidad política se refiere a la receptividad o vulnerabilidad del sistema político existente para desafiar. Esta vulnerabilidad puede ser el resultado de cualquiera de los siguientes (o una combinación de los mismos):
- crecimiento del pluralismo político.
- disminución en la efectividad de la represión.
- desunión de élite; las facciones principales están internamente fragmentadas.
- una ampliación del acceso a la participación institucional en los procesos políticos.
- apoyo de la oposición organizada por las élites.

Una de las ventajas de la teoría del proceso político es que aborda el problema del tiempo o el surgimiento de los movimientos sociales. Algunos grupos pueden tener la conciencia insurgente y los recursos para movilizarse, pero debido a que las oportunidades políticas están cerradas, no tendrán ningún éxito. La teoría, entonces, argumenta que los tres de estos componentes son importantes.
Ciertos contextos políticos deben ser conducentes (o representativos) para la actividad potencial del movimiento social. Estos climas pueden favorecer movimientos sociales específicos o actividad general del movimiento social; El clima puede ser señalado a activistas potenciales y / o estructuralmente permitir la posibilidad de actividad de movimiento social (cuestiones de legalidad); Y las oportunidades políticas pueden realizarse a través de concesiones políticas, participación en el movimiento social o fundación organizacional del movimiento social. Las oportunidades pueden incluir:
1. Mayor acceso al poder de decisión política.
2. La inestabilidad en la alineación de las élites dominantes (o conflicto entre élites).
3. El acceso a los aliados de élite (que pueden entonces ayudar a un movimiento en su lucha).
4. Capacidad declinante y propensión del Estado a reprimir disidencia.[19][20][21]

Los críticos de la teoría del proceso político y la teoría de la movilización de recursos señalan que ninguna teoría discute la cultura del movimiento en gran medida. Esto ha presentado a los teóricos de la cultura la oportunidad de exponer sobre la importancia de la cultura.
Un avance en la teoría del proceso político es el modelo de mediación política, que describe la forma en que el contexto político que enfrentan los actores del movimiento se cruza con las elecciones estratégicas que hacen los movimientos. Una fortaleza adicional de este modelo es que puede ver los resultados de los movimientos sociales no solo en términos de éxito o fracaso, sino también en términos de consecuencias (ya sean intencionales o no, positivas o negativas) y en términos de beneficios colectivos.

### Perspectiva de encuadre
Algunos activistas hacen que sus reivindicaciones en nombre de un movimiento social "resuenen" en audiencias incluyendo medios, élites, aliados simpáticos, y reclutas potenciales. Los encuadres exitosos se basan en entendimientos culturales compartidos (por ejemplo, derechos, moralidad). Esta perspectiva está firmemente arraigada en una ontología constructivista social. Véase la obra de Robert Benford y David A. Snow.  Sobre la última década, los teóricos de oportunidad política se han apropiado parcialmente de la perspectiva de encuadre. 
Reflejando el giro cultural en las ciencias sociales y humanidades de manera más amplia, se suman a la teoría e investigación de los movimientos sociales las preocupaciones por aspectos culturales y psicológicos: interpretaciones y creencias compartidas, ideologías, valores y otros significados sobre el mundo.

Si bien la teoría de la movilización de recursos y la teoría del proceso político incluyen, o al menos aceptan, la idea de que deben existir ciertos entendimientos compartidos de, por ejemplo, las condiciones sociales injustas percibidas para que ocurra la movilización, esto no está explícitamente problematizado dentro de esos enfoques. La perspectiva del encuadre ha llevado estos entendimientos compartidos a la vanguardia del intento de comprender la creación y existencia del movimiento, al argumentar que para que los movimientos sociales puedan movilizar con éxito a las personas, deben desarrollar un marco de injusticia. Un marco de injusticia es una colección de ideas y símbolos que ilustran cuán significativo es el problema y qué puede hacer el movimiento para aliviarlo:
Al igual que el encuadre de una fotografía, un encuadre marca una parte del mundo. Como un marco de construcción, mantiene unidas las cosas. Proporciona coherencia a una serie de símbolos, imágenes y argumentos, vinculándolos a través de una idea de organización subyacente que sugiere qué es esencial, qué consecuencias y qué valores están en juego. No vemos el marco directamente, sino que inferimos su presencia por sus expresiones y lenguaje característicos. Cada marco da la ventaja a ciertas formas de hablar y pensar, mientras que coloca a otras fuera de la imagen.
Las características importantes de los marcos de injusticia incluyen:
- Los hechos toman su significado al estar incrustados en marcos, que los hacen relevantes y significativos o irrelevantes y triviales.
- La gente lleva varios marcos en sus cabezas.
- El replanteamiento exitoso implica la capacidad de entrar en la cosmovisión de nuestros adversarios.
- Todos los marcos contienen apelaciones implícitas o explícitas a los principios morales.[23]

Este enfoque cultural general también intenta abordar el problema del polizón. El mismo se refiere a la idea de que las personas no estarán motivadas para participar en un movimiento social que utilizará sus recursos personales (por ejemplo, tiempo y dinero) si aún pueden recibir los beneficios sin participar. En otras palabras, si la persona X sabe que el movimiento Y está trabajando para mejorar las condiciones ambientales en su vecindario, se le presenta una opción: unirse o no unirse al movimiento. Si cree que el movimiento tendrá éxito sin él, puede evitar la participación en el movimiento, ahorrar sus recursos y aun así cosechar los beneficios de forma gratuita. Un problema importante para la teoría del movimiento social ha sido explicar por qué las personas se unen a los movimientos si creen que el movimiento puede tener éxito sin su contribución. La teoría de la cultura argumenta que, junto con las redes sociales como una herramienta de contacto importante, el marco de la injusticia proporcionará la motivación para que las personas contribuyan al movimiento.

### Impacto del movimiento social
Este cuerpo de trabajo se enfoca en evaluar el impacto que un movimiento social tiene en la sociedad, así como los factores que dirigen esos impactos. Los efectos de un movimiento social pueden resonar en los individuos, instituciones, culturas, o sistemas políticos. Mientras los impactos políticos han sido en su mayoría estudiados, los efectos en otros niveles pueden ser al menos tan importantes. La Teoría del Impacto tiene muchos asuntos metodológicos,  es el menos estudiado de las ramas importantes de Teoría de Movimiento Social. No obstante,  ha alimentado debates en torno a la eficacia de violencia, la importancia de las élites y los aliados políticos, y la agencia de movimientos populares en general.

### Nuevos movimientos sociales
Este grupo de teorías de influencia europea sostiene que los movimientos de hoy son categóricamente diferentes de los del pasado. En lugar de los movimientos obreros involucrados en el conflicto de clases, los movimientos actuales (como la lucha contra la guerra, el medio ambiente, los derechos civiles, las feministas, etc.) están involucrados en conflictos sociales y políticos (ver Alain Touraine). Las motivaciones para la participación en el movimiento son una forma de política post-material y las identidades recién creadas, en particular las de la "nueva clase media". También, véase el trabajo de Ronald Inglehart, Jürgen Habermas, Alberto Melucci y Steve Buechler. Esta línea de investigación ha estimulado un énfasis en la identidad, incluso entre estudiosos americanos prominentes como Charles Tilly.

## Perspectiva cultural emergente
En los últimos años de la década de 1990, dos libros resumieron el giro cultural de los estudios sobre movimientos sociales, Desafiando los códigos de Alberto Melucci y El arte de la protesta moral de James M. Jasper. Melucci se centró en la creación de identidades colectivas como el propósito de los movimientos sociales, especialmente los "nuevos movimientos sociales", mientras que Jasper argumentó que los movimientos proporcionan a los participantes la oportunidad de elaborar y articular sus intuiciones y principios morales. Ambos reconocieron la importancia de las emociones en los movimientos sociales, aunque Jasper desarrolló esta idea de forma más sistemática. Junto con Jeff Goodwin y Francesca Polletta, Jasper organizó una conferencia en Nueva York en 1999 que ayudó a poner las emociones en la agenda intelectual para muchos estudiosos de la protesta y los movimientos. Ha seguido escribiendo sobre la dinámica emocional de la protesta en los años posteriores. 
Goodwin y Jasper publicaron en 1999 una crítica del paradigma de la oportunidad política entonces dominante, utilizando el enfoque cultural de Jasper para demostrar que la oportunidad política era demasiado estructural como concepto, dejando de lado significados, emociones y agencias.
En El arte de la protesta moral, Jasper también argumentó que la interacción estratégica tenía una lógica importante que era independiente de la cultura y la estructura, y en 2006 siguió esta afirmación con Getting Your Way: Dilemas estratégicos en la vida real, que desarrolló un vocabulario para Estudiando el compromiso estratégico de una manera cultural, emocional y auténtica. Para entonces, su teoría de la acción se había acercado más al pragmatismo y al interaccionismo simbólico. En el mismo período, el teórico social de Wisconsin, Mustafa Emirbayer, había comenzado a escribir de manera similar sobre las emociones y los movimientos sociales, pero más explícitamente derivando sus ideas de la historia del pensamiento sociológico. En Francia, Daniel Cefaï llegó a conclusiones similares en Pourquoi se mobiliser-t-on?, una historia y una síntesis de pensamiento en acción colectiva y movimientos sociales.